# Финансовый риск-менеджмент
Финансовый риск-менеджмент (Управление финансовыми рисками, англ. Financial Risk Management) — процесс определения цены принимаемых финансовых рисков и контроля справедливой компенсации за риски, принятых в результате экономической деятельности. С применением финансовых инструментов выполняется управление подверженностью в том числе следующим рискам:
- операционный риск,
- кредитный риск,
- рыночный риск,
- валютный риск,
- риск волатильности,
- риск ликвидности,
- бизнес-риск,
- правовой риск,
- репутационный риск,
- отраслевой риск и т. д.

Подобно общему управлению рисками, для управления финансовыми рисками требуется определение их источников, измерения рисков и наличие планов по их устранению.
Управление финансовыми рисками может быть как качественным, так и количественным. Как разновидность управления рисками, финансовый риск-менеджмент фокусируется на том, когда и как хеджировать, используя финансовые инструменты для управления дорогостоящей подверженностью рискам.
Банки, ведущие активную международную деятельность, обычно руководствуются базельскими соглашениями для отслеживания, отчётности и выявления операционных, кредитных и рыночных рисков.

## Применение финансового риск-менеджмента
В соответствии с положением теории финансов (финансовой экономики), компании следует принимать риски, если они увеличивают акционерную стоимость. Также в соответствии с финансовой теорией менеджеры компаний не создают стоимость для акционеров (инвесторов), принимая риски, которые акционеры могут принять сами по той же цене.
Применительно к управлению финансовыми рисками это означает, что руководители компаний не должны хеджировать риски, которые инвесторы могут захеджировать самостоятельно при таких же затратах. Это понятие было отражено в так называемом «положении о неуместности хеджирования»: «На идеальном рынке компания не может создавать стоимость путем хеджирования риска, когда цена обладанием этого риска внутри компании совпадает с ценой его обладанием за пределами компании». На практике же финансовые рынки не являются идеальными.
Это говорит о том, что у менеджмента компаний имеется много возможностей для создания ценности для акционеров с помощью управления финансовыми рисками. При этом менеджмент должен определить, цена управления какими рисками ниже в компании, нежели самими акционерами. Рыночные риски, которые выражаются в специфических рисках для компании, обычно являются наилучшими кандидатами с точки зрения корпоративного финансового риск-менеджмента.
Концепции управления финансовыми рисками подвержены быстрым и значительным изменениям в международном масштабе. Транснациональные корпорации сталкиваются с различными препятствиями в преодолении этих проблем. Было проведено исследование рисков, которые компании должны учитывать при работе во многих странах, таких как три вида валютных рисков для различных будущих временных периодов: подверженность транзакциям (англ. transactions exposure), трансляционные риски (англ. accounting exposure) и экономический риск (англ. economic exposure).